# Gobernación de Manūba
La Gobernación de Manūba (en árabe:ولاية منوبة) es una de las veinticuatro gobernaciones de Túnez. Está situada en el norte de Túnez. Tiene una población de 379.518 habitantes, según el censo de 2014. La capital es La Manūba.

## Delegaciones con población en abril de 2014
- Borj El Amri 17,408
- Djedeida 44,748
- Douar Hicher 84,090
- El Batan 18,977
- Manouba 58,792
- Mornaguia 42,687
- Oued Ellil 69,317
- Tebourba 43,499

- Datos: Q734328
- Multimedia: Manouba Governorate / Q734328